# Какаваберд
Какаваберд (вірм. Կաքավաբերդ) — село в марзі Арарат, у центрі Вірменії. Село розташоване поруч на схід від передмістя Єревана та підпорядковується селу Бардзрашен.